# FV Водолея
FV Водолея (лат. FV Aquarii) — одиночная переменная звезда в созвездии Водолея на расстоянии (вычисленном из значения параллакса) приблизительно 36812 световых лет (около 11287 парсеков) от Солнца. Видимая звёздная величина звезды — от +14,5m до +13,2m.

## Характеристики
FV Водолея — жёлто-белая пульсирующая переменная звезда типа RR Лиры (RRAB) спектрального класса F. Эффективная температура — около 6524 К.